# Hoan
Hoan  (åld. Hogan) är en älv i Härjedalen, Jämtland och Hälsingland i Sverige. Hoan är Ljusnans största vänsterbiflöde och näst Voxnan dess största biflöde. Älvens totala längd är cirka 100 km, dess flodområde cirka 1 040 km².
Hoan rinner upp som en liten jokk på omkring 800 meters höjd på östra sidan av lågfjället Bäckehågna, strömmar åt sydost förbi Tovmoren och Nybodflötens naturreservat (redan där kallad just Hoan), och tar sedan en sväng in i södra Jämtland förbi bland annat Klaxåsen. Åter i Härjedalen flyter den mer fylliga skogsälven ganska makligt genom de gamla socknarna Överhogdal och Ytterhogdal - som fått sina namn just efter Ho(g)an - samt mynnar slutligen i Ljusnan sydost om Ytterhogdal.
Viktigare biflöden är Tvär-Hoan, Linan, Vitalmen och Jämnen.